# Kalika (Dailekh)
Kalika (nep. कालिका) – gaun wikas samiti w zachodniej części Nepalu w strefie Bheri w dystrykcie Dailekh. Według nepalskiego spisu powszechnego z 2011 roku liczył on 416 gospodarstw domowych i 2460 mieszkańców (1249 kobiet i 1211 mężczyzn).